# RS Kenitra
El Renaissance Sportive de Kenitra es un equipo de fútbol de Marruecos que juega en la GNFA 2, la cuarta liga de fútbol más importante del país.

## Historia
Fue fundado en el año 1949 en la ciudad de Kenitra y es el segundo equipo de la ciudad, a la sombra del KAC Kenitra, club que dominó el futbol marroquí en la década de 1980, en la que formó parte de la GNF 1, la liga de fútbol más importante del país; y en ese periodo alcanzó la final del torneo de copa en 3 ocasiones, las cuales perdió. No han vuelto a la máxima categoría desde la temporada 1986/87.
A nivel internacional ha participado en un torneo continental, en la Recopa Africana 1985, en la que fueron eliminados en la primera ronda por el ASC Jeanne d'Arc de Senegal.

## Palmarés
- Copa del Trono: 0
  - Finalista: 3

1978, 1982, 1984

## Participación en competiciones de la CAF
| Temporada | Torneo          | Ronda | Club             | Casa | Visita | Global |
| --------- | --------------- | ----- | ---------------- | ---- | ------ | ------ |
| 1985      | Recopa Africana | 1     | ASC Jeanne d'Arc | 0-1  | 0-1    | 0-2    |